# Associazione Sportiva Varese 1910 2010-2011
Questa voce raccoglie le informazioni riguardanti l'Associazione Sportiva Varese 1910 nelle competizioni ufficiali della stagione 2010-2011.

## Stagione
La stagione 2010-2011, la prima in serie B dalla retrocessione del 1985, inizia il 15 luglio con il raduno al Franco Ossola e la partenza per il ritiro di Baveno, località sulla sponda piemontese del Lago Maggiore. Lo staff tecnico vede la conferma di Sannino come tecnico e l'arrivo di Francesco Baiano come vice allenatore. Devis Mangia, allenatore biancorosso dal 2004 al 2007, torna come tecnico della Primavera, ricreata dopo 25 anni. Vengono confermati i due sponsor della stagione precedente, Ing. Claudio Salini e Pulirapida, a cui si affianca Oro in Euro come sponsorizzazione principale.
Durante la preparazione estiva si ripete l'amichevole con il Milan che, a differenza della stagione precedente, esce sconfitto 2-0 dai gol di Buzzegoli e Cellini.
La prima gara ufficiale è quella valevole per il secondo turno di Coppa Italia che vede il Varese impegnato nel derby con il Como, battuto al termine della gara per 3-1, con i gol di Cellini, il primo in maglia biancorossa, Pisano e Gambadori. L'esordio in campionato, il 23 agosto, vede impegnata la squadra in trasferta contro il Torino, che viene battuto 2-1 con le reti di Buzzegoli e Neto Pereira. A stretto giro al Franco Ossola arriva l'Atalanta per l'esordio casalingo dei biancorossi, che finisce senza reti, così come il match successivo (giocato sempre al Franco Ossola) contro l'Empoli.
Alla quarta giornata arriva la prima sconfitta biancorossa a Bergamo contro l'Albinoleffe. Nonostante il gol del vantaggio di Neto Pereira, gli orobici ribaltano il risultato e vincono per 3-1. Nelle giornate successive il Varese ottiene due pareggi interni (contro Pescara e Livorno), rimedia due sconfitte (a Frosinone e a Crotone), ma riesce a sconfiggere in casa il Novara (partita giocata in due tempi a 48 ore di distanza l'uno dall'altro a causa di un acquazzone che ha obbligato l'arbitro a sospendere la partita). Alla dodicesima giornata il Varese risale in classifica battendo il Vicenza in trasferta e, successivamente, incassa i pari a reti inviolate con Cittadella (in casa) e Grosseto (fuori).
Nel frattempo il Varese esce dalla Coppa Italia dopo aver tenuto comunque testa al Catania (partita finita 4-3 ai supplementari), il 27 ottobre all'ombra dell'Etna.
La vittoria in extremis del 27 novembre a Padova (2-3) segna la svolta del campionato biancorosso: a seguire arrivano infatti 4 vittorie consecutive contro Reggina (1-0) e Siena (1-0) in casa e contro il Modena (2-0) al Braglia.
Il girone di ritorno inizia come quello di andata: il 15 gennaio il Varese batte 3-0 il Torino al Franco Ossola (gol di Frara, Claiton e Concas) e ottiene due pareggi importanti a Bergamo (contro l'Atalanta) e a Empoli. Dopo la sconfitta di misura a Pescara la squadra incassa una serie di 14 risultati utili consecutivi (10 pareggi e 4 vittorie), conquistando così la partecipazione ai play-off.
La stagione regolare si chiude con la partita casalinga contro il Piacenza, che viene battuto grazie alla rete nel finale di Nadarević. Il Varese così chiude al quarto posto in classifica e porta il record di imbattibilità casalinga a 54 partite di campionato consecutive.
La semifinale play-off oppone il Varese al Padova, capace nell'ultimo turno di violare Torino e di balzare al quinto posto. Il primo round, il 2 giugno, si gioca all'Euganeo e viene vinto dai veneti con il gol di Italiano su rigore. Tre giorni dopo, il 5 giugno, si gioca il ritorno al Franco Ossola: dopo 15 minuti il Varese passa avanti di due gol, firmati da Pisano e Neto Pereira. Tuttavia il Padova reagisce: El Shaarawy durante il primo tempo segna la rete del 2-1 e Legati completa la rimonta a inizio ripresa. Il gol del giovane De Luca al 67' riporta avanti il Varese, che però viene raggiunto ancora da El Shaarawy, che segna la rete del definitivo 3-3 e porta il Padova a giocarsi la finale play-off per la promozione in Serie A.

## Divise e sponsor
La prima divisa è bianca con profili rossi, pantaloncini rossi e calze bianche (ne esiste anche una versione con inserti rossi più larghi, soprattutto sulla parte sinistra); per la seconda divisa i colori sono invertiti, mentre la terza divisa è nera con inserti bianco - oro. Lo sponsor tecnico per la stagione 2010-2011 è ONZE. Sponsor ufficiali di maglia sono Oro in Euro (network di compravendita di oro usato) e l'impresa di costruzioni Ing. Claudio Salini. Sui pantaloncini compare anche il marchio dell'impresa di pulizie Pulirapida. La squadra ha tuttavia talora giocato con tenute in tinta unita (rossa o bianca), come accaduto alla prima di campionato contro il Torino.
| Casa tipo 1 | Casa tipo 2 | Trasferta | Terza divisa |

## Organigramma societario
Area direttiva
- Presidente: Antonio Rosati
- Presidente onorario: Pietro Maroso
- Amministratore delegato: Enzo Montemurro
- Responsabile Amministrativo: Agostino Falco

Area organizzativa
- Segretario Generale: Massimiliano Dibrogni
- Team Manager: Silvio Papini
- Dirigente accompagnatore: Pietro Frontini

Area comunicazione
- Ufficio Stampa: Michele Marocco

Area Marketing
- Ufficio Marketing: Paola Frascaroli

Area tecnica
- Direttore Sportivo: Sean Sogliano
- Allenatore: Giuseppe Sannino
- Allenatore in seconda: Francesco Baiano
- Vice Allenatore: Stefano Bettinelli
- Preparatore dei portieri: Oscar Verderame
- Preparatore atletico: Giorgio Panzarasa

Area sanitaria
- Responsabile sanitario: Giulio Clerici
- Medico Addetto Prima Squadra: Andrea Fargetti
- Medico sociale: Carlo Montoli
- Massaggiatore: Leonino Nicoletti, Andrea De Marchi

## Rosa
Rosa aggiornata al 31 gennaio 2011
| N. |                    | Ruolo | Calciatore           |
| -- | ------------------ | ----- | -------------------- |
| 1  | Brasile (bandiera) | P     | Café                 |
| 2  | Italia (bandiera)  | D     | Emanuele Pesoli      |
| 3  | Brasile (bandiera) | D     | Claiton              |
| 4  | Italia (bandiera)  | C     | Alessandro Frara     |
| 5  | Italia (bandiera)  | C     | Daniele Buzzegoli    |
| 6  | Italia (bandiera)  | D     | Alessandro Camisa    |
| 7  | Italia (bandiera)  | C     | Alessandro Carrozza  |
| 8  | Italia (bandiera)  | C     | Daniele Corti        |
| 9  | Italia (bandiera)  | A     | Marco Cellini        |
| 9  | Brasile (bandiera) | A     | Alemão               |
| 10 | Brasile (bandiera) | A     | Neto Pereira         |
| 11 | Italia (bandiera)  | C     | Gianpietro Zecchin   |
| 13 | Italia (bandiera)  | D     | Mirco Miceli         |
| 18 | Cile (bandiera)    | A     | Sebastián Pinto      |
| 19 | Senegal (bandiera) | D     | Mohamed Coly         |
| 20 | Nigeria (bandiera) | C     | Wilfred Osuji        |
| 21 | Nigeria (bandiera) | A     | Osarimen Ebagua      |
| 22 | Italia (bandiera)  | C     | Alessandro Gambadori |

| N. |                                 | Ruolo | Calciatore             |
| -- | ------------------------------- | ----- | ---------------------- |
| 23 | Bosnia ed Erzegovina (bandiera) | A     | Enis Nadarević         |
| 24 | Italia (bandiera)               | C     | Fabio Concas           |
| 25 | Italia (bandiera)               | A     | Mattia Mustacchio      |
| 27 | Francia (bandiera)              | P     | Mathieu Moreau         |
| 28 | Italia (bandiera)               | A     | Alessandro Scialpi     |
| 30 | Italia (bandiera)               | C     | Federico Furlan        |
| 31 | Italia (bandiera)               | D     | Eros Pisano (Capitano) |
| 33 | Italia (bandiera)               | D     | Giuseppe Pugliese      |
| 35 | Italia (bandiera)               | D     | Alessandro Armenise    |
| 64 | Italia (bandiera)               | D     | Giuseppe Figliomeni    |
| 77 | Italia (bandiera)               | C     | Pietro Tripoli         |
| 81 | Brasile (bandiera)              | P     | Massimo Zappino        |
| 84 | Argentina (bandiera)            | C     | Lucas Correa           |
| 88 | Brasile (bandiera)              | C     | Edenilson              |
| 99 | Italia (bandiera)               | A     | Umberto Eusepi         |
| 91 | Italia (bandiera)               | A     | Giuseppe De Luca       |
| 99 | Italia (bandiera)               | A     | Luca Pompilio          |

## Calciomercato

### Sessione estiva(dall'1/7 all'31/8)
La sessione estiva del calciomerato si apre con la definizione delle comproprietà. Vengono rinnovate quelle di Paolo Grossi e Matteo Momentè (AlbinoLeffe), Alessandro Bernardini (Livorno) e Stefano Del Sante (ACF Fiorentina), ma nessuno dei quattro rimane a Varese: Grossi e Bernardini rimangono nelle rispettive squadre, Momentè torna all'AlbinoLeffe in prestito e Del Sante viene ceduto in prestito al Pavia. Acquisiti a titolo definitivo, riscattando la compartecipazione, i cartellini di Zecchin (Grosseto), Tripoli (Palermo), Benvenga e Giorgione, questi ultimi due poi vengono ceduti in Seconda Divisione alla Valenzana. Infine vengono acquisite le compartecipazioni di Osuji e Furlan dal Milan, cui viene ceduto Davide Pacifico, difensore classe 1993 degli Allievi, ed Ebagua dal Canavese.
Definite le compartecipazioni, il ds Sogliano porta in biancorosso il bomber Marco Cellini, svincolato dall'AlbinoLeffe, e Umberto Eusepi, in compartecipazione dal Genoa. Franco Lepore, capitano fino al 2009, ritorna dal prestito al Lecce, e dal Brasile arriva il centrale Edenilson. La difesa viene puntellata con Emanuele Pesoli, svincolato dal Cittadella e Giuseppe Figliomeni (Arezzo); Rodrigo Café, portiere brasiliano, va ad affiancare Moreau, confermato tra i pali, insieme a Lorello rientrato dalla Valenzana. A fine luglio arriva in biancorosso anche il giovane attaccante della Sampdoria Mattia Mustacchio, in prestito con diritto di riscatto della metà del cartellino.
In uscita, corsia preferenziale con la Viterbese, cui vengono ceduti i giovani Grandclement e Mezzotero, Corral, e Adzaip. Rientrano alle rispettive proprietarie del cartellino Gentili (Atalanta), Aloe (Ascoli) e Gianola (Milan).
La seconda fase del mercato ha portato allo sfoltimento della rosa, con le cessioni in prestito di Lorello, Lepore e Cazzola, e gli acquisti di Mohamed Coly dal Rodengo e Giuseppe Pugliese dal Verona per completare la difesa e Alessandro Frara per il centrocampo, oltre a diversi giovani per la formazione primavera di Mangia.
| Acquisti         | Acquisti                | Acquisti       | Acquisti                   |
| R.               | Nome                    | da             | Modalità                   |
| ---------------- | ----------------------- | -------------- | -------------------------- |
| P                | Rodrigo Peters Marques  |                |                            |
| P                | Massimo Zappino         |                | svincolato                 |
| D                | Alex Benvenga           | Lecce          | riscatto compartecipazione |
| D                | Mohamed Coly            | Rodengo Saiano | prestito                   |
| D                | Giuseppe Figliomeni     | Arezzo         | definitivo                 |
| D                | Emanuele Pesoli         |                | svincolato                 |
| D                | Giuseppe Pugliese       | Verona         | prestito                   |
| C                | Edenilson               |                | svincolato                 |
| C                | Alessandro Frara        |                | svincolato                 |
| C                | Wilfred Osuji           | Milan          | compartecipazione          |
| C                | Alessandro Scialpi      | Lecce          | compartecipazione          |
| C                | Pietro Tripoli          | Palermo        | riscatto compartecipazione |
| C                | Gianpietro Zecchin      | Grosseto       | riscatto compartecipazione |
| A                | Osarimen Ebagua         | Canavese       | compartecipazione          |
| A                | Umberto Eusepi          | Genoa          | compartecipazione          |
| A                | Marco Cellini           |                | svincolato                 |
| A                | Mattia Mustacchio       | Sampdoria      | prestito                   |
| Altre operazioni |                         |                |                            |
| R.               | Nome                    | a              | Modalità                   |
| P                | Alessandro Lorello      | Valenzana      | fine prestito              |
| P                | Vinicios Luiz Belenzier | Seregno        | prestito                   |
| C                | Giuseppe Casisa         | Canavese       | fine prestito              |
| C                | Umberto Cazzola         |                | svincolato                 |
| C                | Federico Furlan         | Milan          | compartecipazione          |
| C                | Carmine Giorgione       | Padova         | riscatto compartecipazione |
| C                | Franco Lepore           | Lecce          | fine prestito              |
| C                | Massimiliano Marsili    | svincolato     | compartecipazione          |

| Cessioni         | Cessioni                 | Cessioni       | Cessioni          |
| R.               | Nome                     | a              | Modalità          |
| ---------------- | ------------------------ | -------------- | ----------------- |
| P                | Jean Pierre Grandclement | Viterbese      | prestito          |
| P                | Marco Murriero           | Viterbese      | prestito          |
| D                | Alex Benvenga            | Valenzana      | prestito          |
| D                | Matteo Gentili           | Atalanta       | fine prestito     |
| D                | Antonio Grillo           |                | svincolato        |
| D                | Luca Pompilio            |                | svincolato        |
| D                | Aldo Preite              | Pavia          | definitivo        |
| C                | Ilario Aloe              | Ascoli         | fine prestito     |
| C                | Gianmarco Cavalieri      |                | svincolato        |
| C                | Giorgio Gianola          | Milan          | fine prestito     |
| C                | Carmine Giorgione        | Valenzana      | prestito          |
| C                | Franco Lepore            | Rodengo Saiano | prestito          |
| C                | Bryan Machado            |                | svincolato        |
| A                | Stefano Del Sante        | Pavia          | prestito          |
| A                | Matteo Momentè           | AlbinoLeffe    | prestito          |
| A                | Isah Eliakwu             |                | svincolato        |
| Altre operazioni |                          |                |                   |
| R.               | Nome                     | a              | Modalità          |
| P                | Alessandro Lorello       | Matera         | prestito          |
| D                | Augustin Corral          | Viterbese      | prestito          |
| C                | Neven Adzaip             | Viterbese      | prestito          |
| C                | Giuseppe Casisa          | Paganese       | compartecipazione |
| C                | Umberto Cazzola          | Ravenna        | prestito          |
| C                | Luca Mezzotero           | Viterbese      | prestito          |

### Trasferimenti tra le due sessioni di mercato
Solo a dicembre, invece, viene ingaggiato il bosniaco Enis Nadarević, in rosa sin dall'estate, dopo aver risolto i problemi di tesseramento con la FIGC in tribunale.
| Acquisti | Acquisti       | Acquisti   | Acquisti |
| R.       | Nome           | da         | Modalità |
| -------- | -------------- | ---------- | -------- |
| A        | Enis Nadarević | svincolato |          |

### Sessione invernale(dal 3/1 al 31/1)
Il mercato di riparazione invernale è caratterizzato dalla partenza del capitano Daniele Buzzegoli, che lascia Varese per lo Spezia, società di Prima Divisione. La società biancorossa riesce così a monetizzare sulla cessione di un giocatore comunque in scadenza al termine della stagione.
La rosa a disposizione di Sannino viene poi alleggerita, su richiesta dello stesso tecnico, con le cessioni in prestito di Furlan e Gambadori al Monza, Mohamed Coly al Taranto e Umberto Eusepi al Pavia e quelle definitive di Edenilson e Rodrigo Café al Brussel. Viene risolto il prestito di Mattia Mustacchio che ritorna alla Sampdoria e con il Vicenza viene effettuato uno scambio di prestiti tra Marco Cellini e Tofolo Alemao.
Al posto di Buzzegoli viene ingaggiato Lucas Correa, ex Pro Patria svincolatosi dalla Lazio, l'esterno Fabio Concas, svincolatosi dalla Ternana, sostituisce Mustacchio e il cileno Sebastián Pinto prende il posto lasciato libero in attacco da Eusepi. Dal Matera viene rilevata la compartecipazione di Cristiano Ancora che, tuttavia, viene lasciato in Basilicata fino al termine della stagione.
Marco Gaeta, attaccante prelevato in compartecipazione dal Milan, viene inserito nella squadra Primavera di Mangia.
| Acquisti         | Acquisti         | Acquisti     | Acquisti          |
| R.               | Nome             | da           | Modalità          |
| ---------------- | ---------------- | ------------ | ----------------- |
| C                | Fabio Concas     |              | svincolato        |
| C                | Lucas Correa     |              | svincolato        |
| A                | Sebastián Pinto  |              | svincolato        |
| A                | Alemão           | L.R. Vicenza | prestito          |
| Altre operazioni |                  |              |                   |
| R.               | Nome             | a            | Modalità          |
| A                | Cristiano Ancora | Matera       | compartecipazione |
| A                | Marco Gaeta      | Milan        | compartecipazione |

| Cessioni | Cessioni               | Cessioni     | Cessioni      |
| R.       | Nome                   | a            | Modalità      |
| -------- | ---------------------- | ------------ | ------------- |
| P        | Rodrigo Peters Marques | Brussels     | definitivo    |
| D        | Mohamed Coly           | Taranto      | prestito      |
| C        | Edenilson              | Brussels     | definitivo    |
| C        | Daniele Buzzegoli      | Spezia       | definitivo    |
| C        | Federico Furlan        | Monza        | prestito      |
| C        | Alessandro Gambadori   | Monza        | prestito      |
| C        | Franco Lepore          | Paganese     | prestito      |
| C        | Mattia Mustacchio      | Sampdoria    | fine prestito |
| A        | Marco Cellini          | L.R. Vicenza | prestito      |
| A        | Umberto Eusepi         | Pavia        | prestito      |

## Risultati

### Serie B

#### Girone di andata
| Arbitro: | Guida (Torre Annunziata) |

|             |           |                                |
| Obodo 45+1’ | Marcatori | 14’ Buzzegoli 35’ Neto Pereira |

| Varese 28 agosto 2010, ore 18:30 CEST 2ª giornata | Varese           | 0 – 0 referto | Atalanta | Stadio Franco Ossola (5 609 spett.)\| Arbitro: \| Giancola (Vasto) \| |
| Arbitro:                                          | Giancola (Vasto) |               |          |                                                                       |

| Varese 5 settembre 2010, ore 15:00 CEST 3ª giornata | Varese             | 0 – 0 referto | Empoli | Stadio Franco Ossola (5 176 spett.)\| Arbitro: \| Tozzi (Ostia Lido) \| |
| Arbitro:                                            | Tozzi (Ostia Lido) |               |        |                                                                         |

| Arbitro: | Merchiori (Ferrara) |

|                                  |           |                 |
| Piccinni 16’ Salvi 80’ Torri 83’ | Marcatori | 3’ Neto Pereira |

| Arbitro: | Pinzani (Empoli) |

|            |           |             |
| Ebagua 70’ | Marcatori | 18’ Soddimo |

| Arbitro: | Corletto (Castelfranco Veneto) |

|          |           |  |
| Lodi 47’ | Marcatori |  |

| Arbitro: | N. Stefanini (Prato) |

|                             |           |            |
| Carrozza 7’ Pisano 29’, 55’ | Marcatori | 1’ Bertani |

| Arbitro: | Velotto (Grosseto) |

|              |           |  |
| Ginestra 47’ | Marcatori |  |

| Arbitro: | Guida (Torre Annunziata) |

|                  |           |               |
| Neto Pereira 20’ | Marcatori | 89’ Lambrughi |

| Arbitro: | Ruini (Reggio Emilia) |

|              |           |            |
| Altinier 75’ | Marcatori | 72’ Ebagua |

| Arbitro: | Baratta (Salerno) |

|                                                   |           |  |
| Pisano 34’ Carrozza 48’ Buzzegoli 56’ Cellini 90’ | Marcatori |  |

| Arbitro: | Candussio (Cervignano del Friuli) |

|  |           |             |
|  | Marcatori | 7’ Carrozza |

| Varese 6 novembre 2010, ore 15:00 CET 13ª giornata | Varese           | 0 – 0 referto | Cittadella | Stadio Franco Ossola (4 076 spett.)\| Arbitro: \| Bagalini (Fermo) \| |
| Arbitro:                                           | Bagalini (Fermo) |               |            |                                                                       |

| Grosseto 9 novembre 2010, ore 20:45 CET 14ª giornata | Grosseto                       | 0 – 0 referto | Varese | Stadio Carlo Zecchini (1 780 spett.)\| Arbitro: \| Corletto (Castelfranco Veneto) \| |
| Arbitro:                                             | Corletto (Castelfranco Veneto) |               |        |                                                                                      |

| Arbitro: | Giacomelli (Trieste) |

|                         |           |             |
| Cellini 29’ Tripoli 66’ | Marcatori | 88’ Noselli |

| Ascoli Piceno 20 novembre 2010, ore 15:00 CET 16ª giornata | Ascoli              | 0 – 0 referto | Varese | Stadio Cino e Lillo Del Duca (5 645 spett.)\| Arbitro: \| Merchiori (Ferrara) \| |
| Arbitro:                                                   | Merchiori (Ferrara) |               |        |                                                                                  |

| Arbitro: | Velotto (Grosseto) |

|                       |           |                                    |
| Gallozzi 35’ Bovo 60’ | Marcatori | 41’ Claiton 82’ Frara 93’ Carrozza |

| Arbitro: | Baracani (Firenze) |

|            |           |  |
| Ebagua 51’ | Marcatori |  |

| Arbitro: | Ciampi (Roma) |

|  |           |                             |
|  | Marcatori | 16’ Ebagua 53’ Neto Pereira |

| Arbitro: | Pinzani (Empoli) |

|            |           |  |
| Ebagua 14’ | Marcatori |  |

| Arbitro: | Tozzi (Ostia Lido) |

|                            |           |                      |
| Cacia 25’ M. Anaclerio 88’ | Marcatori | 34’ (rig.) Buzzegoli |

#### Girone di ritorno
| Arbitro: | Tommasi (Bassano del Grappa) |

|                                  |           |  |
| Frara 45’ Claiton 47’ Concas 80’ | Marcatori |  |

| Bergamo 22 gennaio 2011, ore 15:00 CET 23ª giornata | Atalanta           | 0 – 0 referto | Varese | Stadio Atleti Azzurri d'Italia (18 806 spett.)\| Arbitro: \| Baracani (Firenze) \| |
| Arbitro:                                            | Baracani (Firenze) |               |        |                                                                                    |

| Arbitro: | Doveri (Roma) |

|             |           |            |
| Coralli 61’ | Marcatori | 16’ Ebagua |

| Arbitro: | Giancola (Vasto) |

|                                      |           |  |
| Ebagua 27’ Carrozza 43’ Pugliese 72’ | Marcatori |  |

| Arbitro: | Nasca (Bari) |

|               |           |  |
| Sansovini 48’ | Marcatori |  |

| Arbitro: | Baracani (Firenze) |

|                                  |           |                                   |
| Neto Pereira 11’, 25’ Correa 79’ | Marcatori | 57’, 90+4’ Cesaretti 88’ Stellone |

| Arbitro: | Pinzani (Empoli) |

|             |           |            |
| Bertani 30’ | Marcatori | 52’ Pisano |

| Arbitro: | Candussio (Cervignano del Friuli) |

|           |           |             |
| Pesoli 5’ | Marcatori | 45+1’ Calil |

| Livorno 5 marzo 2011, ore 15:00 CET 30ª giornata | Livorno                | 0 – 0 referto | Varese | Stadio Armando Picchi (3 951 spett.)\| Arbitro: \| Gallione (Alessandria) \| |
| Arbitro:                                         | Gallione (Alessandria) |               |        |                                                                              |

| Arbitro: | Giacomelli (Trieste) |

|           |           |  |
| Alemão 9’ | Marcatori |  |

| Arbitro: | Velotto (Grosseto) |

|                |           |             |
| Miramontes 66’ | Marcatori | 85’ De Luca |

| Arbitro: | Doveri (Roma) |

|            |           |  |
| Pesoli 19’ | Marcatori |  |

| Arbitro: | N. Stefanini (Prato) |

|                                      |           |                           |
| Dalla Bona 81’ Piovaccari 88’ (rig.) | Marcatori | 62’ Carrozza 90+4’ Ebagua |

| Arbitro: | Baratta (Salerno) |

|                                     |           |                       |
| Pisano 17’ Tripoli 48’ Ebagua 90+2’ | Marcatori | 45+1’ (rig.) Sforzini |

| Arbitro: | Merchiori (Ferrara) |

|                      |           |             |
| Claiton 90+3’ (aut.) | Marcatori | 75’ Claiton |

| Arbitro: | Guida (Torre Annunziata) |

|             |           |                     |
| Carrozza 9’ | Marcatori | 37’ (rig.) Feczesin |

| Varese 30 aprile 2011, ore 15:00 CEST 38ª giornata | Varese             | 0 – 0 referto | Padova | Stadio Franco Ossola (4 879 spett.)\| Arbitro: \| Calvarese (Teramo) \| |
| Arbitro:                                           | Calvarese (Teramo) |               |        |                                                                         |

| Arbitro: | Baracani (Firenze) |

|             |           |            |
| Zizzari 84’ | Marcatori | 54’ Ebagua |

| Arbitro: | Corletto (Castelfranco Veneto) |

|                              |           |  |
| Ebagua 45+1’, 57’ Concas 85’ | Marcatori |  |

| Arbitro: | Merchiori (Ferrara) |

|                                                                    |           |  |
| Caputo 11’ Calaiò 13’ (rig.), 28’ Brienza 14’ Reginaldo 54’ (rig.) | Marcatori |  |

| Arbitro: | Gallione (Alessandria) |

|                 |           |  |
| Nadarevic 90+2’ | Marcatori |  |

#### Play-off
| Arbitro: | Massa (Imperia) |

|                     |           |  |
| Italiano 52’ (rig.) | Marcatori |  |

| Arbitro: | Tozzi (Ostia Lido) |

|                                         |           |                                 |
| Pisano 11’ Neto Pereira 15’ De Luca 66’ | Marcatori | 20’, 72’ El Shaarawy 47’ Legati |

### Coppa Italia
| Arbitro: | Baracani (Firenze) |

|               |           |                                      |
| Prandelli 78’ | Marcatori | 67’ Cellini 74’ Pisano 84’ Gambadori |

| Arbitro: | Calvarese (Teramo) |

|                                                  |           |                                  |
| Pesce 11’ Antenucci 26’ Morimoto 64’ Spolli 116’ | Marcatori | 51’, 78’ Eusepi 77’ (rig.) Frara |

## Statistiche

### Statistiche di squadra
| Competizione | Punti | In casa | In casa | In casa | In casa | In casa | In casa | In trasferta | In trasferta | In trasferta | In trasferta | In trasferta | In trasferta | Totale | Totale | Totale | Totale | Totale | Totale | DR  |
| Competizione | Punti | G       | V       | N       | P       | Gf      | Gs      | G            | V            | N            | P            | Gf           | Gs           | G      | V      | N      | P      | Gf     | Gs     | DR  |
| ------------ | ----- | ------- | ------- | ------- | ------- | ------- | ------- | ------------ | ------------ | ------------ | ------------ | ------------ | ------------ | ------ | ------ | ------ | ------ | ------ | ------ | --- |
| Serie B      | 68    | 21      | 12      | 9       | 0       | 33      | 10      | 21           | 4            | 11           | 6            | 18           | 24           | 42     | 16     | 20     | 6      | 51     | 34     | +17 |
| Play-off     | -     | 1       | 0       | 1       | 0       | 3       | 3       | 1            | 0            | 0            | 1            | 0            | 1            | 2      | 0      | 1      | 1      | 3      | 4      | -1  |
| Coppa Italia | -     | 0       | 0       | 0       | 0       | 0       | 0       | 2            | 1            | 0            | 1            | 6            | 5            | 2      | 1      | 0      | 1      | 6      | 5      | +1  |
| Totale       | -     | 22      | 12      | 10      | 0       | 36      | 13      | 24           | 5            | 11           | 8            | 24           | 30           | 46     | 17     | 21     | 8      | 60     | 43     | +17 |

### Statistiche dei giocatori
| Giocatore     | Serie B+Play-off | Serie B+Play-off | Serie B+Play-off | Serie B+Play-off | Coppa Italia | Coppa Italia | Coppa Italia | Coppa Italia | Totale   | Totale | Totale      | Totale     |
| Giocatore     | Presenze         | Reti             | Ammonizioni      | Espulsioni       | Presenze     | Reti         | Ammonizioni  | Espulsioni   | Presenze | Reti   | Ammonizioni | Espulsioni |
| ------------- | ---------------- | ---------------- | ---------------- | ---------------- | ------------ | ------------ | ------------ | ------------ | -------- | ------ | ----------- | ---------- |
| A. Armenise   | 9                | 0                | 0                | 0                | 1            | 0            | 0            | 0            | 10       | 0      | 0           | 0          |
| Edenilson     | 0                | 0                | 0                | 0                | 0            | 0            | 0            | 0            | 0        | 0      | 0           | 0          |
| D. Buzzegoli  | 21               | 3                | 3                | 1                | 1            | 0            | 0            | 0            | 22       | 3      | 3           | 1          |
| A. Camisa     | 23+1             | 0                | 4                | 1                | 2            | 0            | 0            | 0            | 26       | 0      | 4           | 1          |
| A. Carrozza   | 33+1             | 7                | 9                | 1                | 1            | 0            | 0            | 0            | 35       | 7      | 9           | 1          |
| M. Cellini    | 20               | 2                | 1                | 0                | 1            | 1            | 0            | 0            | 21       | 3      | 1           | 0          |
| M. Coly       | 0                | 0                | 0                | 0                | 1            | 0            | 0            | 0            | 1        | 0      | 0           | 0          |
| F. Concas     | 15               | 2                | 5                | 0                | -            | -            | -            | -            | 15       | 2      | 5           | 0          |
| L. Correa     | 13               | 1                | 2                | 0                | -            | -            | -            | -            | 13       | 1      | 2           | 0          |
| D. Corti      | 38+1             | 0                | 6+1              | 1                | 1            | 1            | 0            | 0            | 40       | 1      | 7           | 1          |
| Claiton       | 33+2             | 3                | 8+2              | 2                | 1            | 0            | 0            | 0            | 36       | 3      | 10          | 2          |
| G. De Luca    | 9+2              | 1+1              | 3                | 0                | 1            | 0            | 0            | 0            | 12       | 2      | 3           | 0          |
| O. Ebagua     | 28+2             | 12               | 6+1              | 0                | 0            | 0            | 0            | 0            | 30       | 12     | 7           | 0          |
| U. Eusepi     | 6                | 0                | 0                | 0                | 2            | 2            | 0            | 0            | 8        | 2      | 0           | 0          |
| G. Figliomeni | 6                | 0                | 1                | 0                | 1            | 0            | 0            | 0            | 7        | 0      | 1           | 0          |
| A. Frara      | 30+2             | 2                | 1                | 0                | 1            | 1            | 0            | 0            | 33       | 3      | 1           | 0          |
| F. Furlan     | 1                | 0                | 0                | 0                | 1            | 0            | 0            | 0            | 2        | 0      | 0           | 0          |
| A. Gambadori  | 1                | 0                | 0                | 0                | 2            | 1            | 0            | 0            | 3        | 1      | 0           | 0          |
| M. Miceli     | 1                | 0                | 0                | 0                | -            | -            | -            | -            | 1        | 0      | 0           | 0          |
| M. Moreau     | 11               | -13              | 1                | 0                | 1            | -1           | 0            | 0            | 12       | -14    | 1           | 0          |
| M. Mustacchio | 7                | 0                | 0                | 0                | 2            | 0            | 0            | 0            | 9        | 0      | 0           | 0          |
| E. Nadarević  | 13+2             | 1                | 3                | 0                | -            | -            | -            | -            | 15       | 1      | 3           | 0          |
| Neto Pereira  | 31+2             | 6+1              | 4                | 0                | 1            | 0            | 0            | 0            | 34       | 7      | 4           | 0          |
| W. Osuji      | 28+2             | 0                | 5                | 2                | 1            | 0            | 0            | 0            | 31       | 0      | 5           | 2          |
| E. Pesoli     | 34+2             | 2                | 12+1             | 1                | 1            | 0            | 0            | 0            | 37       | 2      | 13          | 1          |
| S. Pinto      | 3                | 0                | 0                | 0                | -            | -            | -            | -            | 3        | 0      | 0           | 0          |
| E. Pisano     | 40+2             | 5+1              | 9                | 1                | 1            | 1            | 0            | 0            | 43       | 7      | 9           | 1          |
| L. Pompilio   | 1                | 0                | 0                | 0                | -            | -            | -            | -            | 1        | 0      | 0           | 0          |
| G. Pugliese   | 39+2             | 1                | 7                | 0                | 1            | 0            | 0            | 0            | 42       | 1      | 7           | 0          |
| Rodrigo Café  | 0                | 0                | 0                | 0                | 1            | -4           | 0            | 0            | 1        | -4     | 0           | 0          |
| A. Scialpi    | 2                | 0                | 1                | 0                | 1            | 0            | 0            | 0            | 3        | 0      | 1           | 0          |
| Alemão        | 6+1              | 1                | 0                | 0                | -            | -            | -            | -            | 7        | 1      | 0           | 0          |
| P. Tripoli    | 27+1             | 2                | 1+1              | 0                | 0            | 0            | 0            | 0            | 28       | 2      | 2           | 0          |
| M. Zappino    | 33+2             | -22+-4           | 3                | 0                | -            | -            | -            | -            | 35       | -26    | 3           | 0          |
| G. Zecchin    | 27+1             | 0                | 7                | 0                | 1            | 0            | 0            | 0            | 29       | 0      | 7           | 0          |